# Kärlekslektionen
Kärlekslektionen (franska: La Leçon d'amour) är en oljemålning av den franske rokokokonstnären Antoine Watteau. Den målades omkring 1716–1717 och ingår i Nationalmuseums samlingar i Stockholm.  
I ett idylliskt parklandskap sitter ett sällskap klädda i eleganta sidenkläder nedanför en marmorstaty av en nymf. Ett kärlekspar studerar noter tillsammans medan en musikant med gitarr – ett instrument som Watteau ofta avbildade – tycks vänta på att få spela. Kvinnan i blått som sitter lite avsides har nästan samma kroppsställning som nymfen. Hennes knä är fyllt av rosor och blicken är drömmande. 
Kärlekslektionen är en så kallad fête galante, en genremålning föreställande ett poetiskt parklandskap med dovt ljus och lummig grönska med människor som umgås – ett motiv typisk för konstnären. Röntgenbilder visar att Watteau målat Kärlekslektionen på en karossdörr, med en vapensköld, två enhörningar och krönt av en markiskrona. 
Nationalmuseum köpte målningen 1953 dels genom en insamling, dels genom bidrag från Nationalmuseums vänner och med medel från museets fonder. Nationalmuseum äger ytterligare en målning av Watteau, Den italienska serenaden, som utfördes strax efter Kärlekslektionen. I den målningen, liksom i Louvrens berömda Pierrot, har Watteau inspirerats av persongalleriet i commedia dell'arte, en teaterform som uppstod i Italien i mitten av 1500-talet.

Watteaus Den italienska serenaden (cirka 1716–1719) är också utställd på Nationalmuseum.